# Girolamo Fabrizi d'Acquapendente
Pour les articles homonymes, voir Fabricius.

Operationes chirurgicae, 1685

Hieronymus Fabricius est le nom latin de l'anatomiste italien Girolamo Fabrizi d'Acquapendente (1533 à Acquapendente – 21 mai 1619) sous lequel il est le plus connu. On le connaît aussi comme Fabrizio d'Acquapendente et en français par Jérôme Fabrice.

## Biographie
Girolamo Fabrizi étudie à Padoue où il remplace Gabriele Falloppio (1523–1562), son ancien professeur, à la chaire de chirurgie. Un de ses élèves est Jakob Zwinger, Anselme Boece de Boodt (1550-1632) reçoit lui des cours d'anatomie et de médecine; mais le plus célèbre d'entre eux est certainement William Harvey (1578–1657). Une grande amitié lie bientôt les deux hommes malgré leur différence d’âge de près de quarante ans et Fabricius aide considérablement Harvey dans ses travaux sur la circulation sanguine.
Ses écrits d'anatomie et de physiologie ont été réunis sous le titre d’Opera omnia anatomica et physiologica et connaît plusieurs éditions à Leipzig en 1687, Leyde en 1738, etc.
Ses traités de chirurgie (Opera chirurgica) paraissent à Padoue, en 1617 et en 1666, et sont traduits en français et sont imprimés à Rouen en 1658 puis à Lyon en 1670. On lui doit, entre autres découvertes, celle des valvules situées à l'intérieur des veines, qu'il décrivit sans en comprendre véritablement le rôle dans son traité De venarum ostiolis, 1603. Il est l'un des premiers, depuis Aristote, à étudier le développement embryonnaire chez les vertébrés.

## Hommage
La bourse de Fabricius est nommé en son honneur.

## Source
- William A. Locy, The story of biology, Columbia University Press, 1925, xiv + 495 p.

Cet article comprend des extraits du Dictionnaire Bouillet. Il est possible de supprimer cette indication, si le texte reflète le savoir actuel sur ce thème, si les sources sont citées, s'il satisfait aux exigences linguistiques actuelles et s'il ne contient pas de propos qui vont à l'encontre des règles de neutralité de Wikipédia.